# Domenico Giuriati
Domenico Giuriati (Venezia, 11 novembre 1829 – Milano, 8 marzo 1904) è stato un patriota italiano.

## Biografia
Il padre Giuseppe, notaio, era stato uno dei personaggi più rilevanti dei moti veneziani del 1848 e, con l'istituzione della Repubblica di San Marco, era stato nominato generale della guardia civica. Forse per la vicinanza ad alcune personalità radicali quali Francesco Dall'Ongaro e Giovanni Battista Varè, non ricevette incarichi di governo.
Sulle orme del genitore, frequentò gli stessi ambienti politici (quali il Circolo italiano e la redazione di Fatti e non parole) e, giovanissimo, prese parte alla difesa di forte Marghera. Nel 1849, con la caduta della Repubblica, seguì il padre esiliato a Torino, dove visse per diciotto anni; per sostenere un esame universitario, tentò un breve ritorno in patria alla fine dello stesso anno, ma venne arrestato per alcuni mesi con l'accusa - infondata - di aver partecipato all'attacco della residenza del patriarca Jacopo Monico. Per tutta la sua vita rievocò il glorioso periodo rivoluzionario con articoli e discorsi commemorativi, indicando come una delle cause della capitolazione l'atteggiamento della marina, che non aveva garantito gli approvvigionamenti alla città assediata.
Proseguì gli studi a Torino, ottenendo nel 1853 la laurea in giurisprudenza, anche grazie ad alcune agevolazioni che gli erano state concesse per il suo passato di combattente. Questo gli fece maturare un giudizio positivo nei confronti del Regno di Sardegna del periodo cavouriano, nonostante la sua stretta vicinanza alla Sinistra. Fu amico, tra gli altri, di Angelo Brofferio, Pasquale Stanislao Mancini, Mauro Macchi e Gustavo Modena, nonché del già citato Varè, ma non si fece mai coinvolgere dalle loro iniziative estreme, troppo preso dalla professione di avvocato.
Sostenitore della repubblica di Venezia (1849), fu perseguitato dall'Austria e dovette mettere a tacere il suo spirito patriottico. Fu autore dei libri Gli errori giudiziari (1893) e Come si fa l'avvocato (1895), ma anche commentatore dei codici penali del Regno di Sardegna.